# Джорджоне
Джорджоне (на италиански: Giorgione), Джорджо Барбарели да Кастелфранко е първият венециански художник, рисувал и принадлежащ в стила на Зрелия Ренесанс.

## Биография
Ученик е на Джовани Белини, най-големия майстор на живописната техника във Венеция. Прякорът му означава „Големия Джорджо“. Смъртта му вероятно е резултат от кървава свада като умира на 33-годишна възраст.
Животът му е описан от Джорджо Вазари в „Жизнеописания на най-известните живописци, ваятели и архитекти“.

## Творчество
Основният период от творчеството на Джорджоне е през първото десетилетие на XVI век. Джорджоне, първоначално се формира като художник под влиянието на Винченцо Катена и Джовани Белини, но съумява в течение на няколко години да изработи собствен зрял маниер, в основата на който лежи тънкото чувство за взаимодействие на цвят и светлина. От Джорджоне води началото си този аспект на европейската живопис, развиващ се впоследствие през много поколения художници.
Техниката на маслената живопис, към която се обръща Джорджоне, му позволява в пълна степен да предава плавните цветови преходи, наситени петна цвят, сгъстяващи се сенки и меки очертания на фигури и предмети. Вазари отбелязва за платната на Джорджоне, че са отглас от влияние оказано от творчеството на Леонардо да Винчи, посетил Венеция в началото на XVI век.
И до днес се спори за авторството на много от картините на Джорджоне. Част от тях се приписват на Тициан, който в младите си години работи съвместно с него. По-известни творби:
- Бурята (1507)
- Спящата Венера (1510, вероятно в съавторство с Тициан)
- Пасторален концерт (1510)
- Юдит (1505)
- Светото семейство (1500)
- Портрет на младеж (1508 – 1510)
- Тримата философи (1510)
- Решението на Соломон (ок. 1500)

## Творби[10]
- „Буря“ (ок. 1508), Галерия на Академията, Венеция
- „Тримата философи“ (ок. 1504), Музей на историята на изкуството, Виена
- „Лаура“ (1506), Музей на историята на изкуството, Виена
- „Мадона с Антоний Падуански и Свети Рох“ (1500 – 1510), Прадо, Мадрид
- „Портрет на младеж“ (ок. 1510), Музей за изящни изкуства (Будапеща)
- „Юдит“ (1505), Ермитаж, Петербург
- „Портрет на мъж“ (1506), Художествен музей, Сан Диего
- „Решението на Соломон (Джорджоне)“ (1500), Уфици, Флоренция
- „Светото семейство“ (1500), Национална художествена галерия, Вашингтон